# Pròcul (usurpador)
Pròcul (Proculus), (mort c. 281) va ser un usurpador romà, un dels «pretendents menors», segons la Història Augusta, que va prendre el porpra contra l'emperador Probe en 280, encara que això es discuteix.
Probablement Pròcul tenia una connexió familiar amb els francs, amb els quals va tornar inútilment quan la seva oferta pel poder imperial va fallar. Era nadiu d'Albingaunum (l'actual Albenga, a Ligúria). Tot i que era considerat noble, els seus avantpassats havien sigut bandits i van ser la font de la seva gran riquesa. Pròcul va ser capaç d'armar 2000 esclaus dels seus propis latifundis després d'apoderar-se del poder imperial a Occident. Estava casat amb una dona anomenada Vituriga, coneguda amb el malnom de «Samsó» per les seves capacitats (considerada «poc femenina» pel autor del segle IV de la Història Augusta), i en el moment de la usurpació tenia un fill, Herennianus, de quatre anys.
Pròcul era un soldat ambiciós i havia manat més d'una legió com tribú. Quan en 280 va ser preguntat per la gent de Lugdunum (l'actual Lió, a França), que havia començat una rebel·lió contra l'emperador Probe per a prendre la porpra, va acceptar i es va proclamar emperador junt amb Bonós.
| «                  | Ell va ser, però, beneficiós per als gals, ja que va aixafar als alamans, sense glòria il·lustre, tot i que mai va lluitar excepte com un bandit. | » |
| — Història Augusta | |   |

En tornar de combatre contra els sassànides a Síria, Probe va obligar a Pròcul a retirar-se cap al nord. Després de no trobar suport entre els francs, va ser traït i lliurat a Probe. Probe va matar a Pròcul (c. 281), però va salvar la seva família «amb la seva moderació acostumada, i va salvar la fortuna i la vida de les seves famílies innocents» (Gibbon, I.12), que va romandre a Albingaunum, declarant, segons la Historia Augusta, que «no desitjaven ni ser prínceps ni bandolers».
Existeix una carta de Pròcul que va ser citada per Gibbon i que potser és fictícia però, tanmateix, interessant. Comença amb una aparent presumpció sobre la seva proesa sexual: «De Pròcul al seu amic Mecià, salutacions. He pres cent verges de Sarmàcia. D'elles, em vaig aparellar amb deu en una sola nit, i amb totes elles, que estaven sota el meu poder, en un termini de quinze dies».
Gibbon comenta de Pròcul i del seu co-usurpador Bonós, un gran bevedor, que «el mèrit distingit d'aquests dos oficials era les seves respectives habilitats, la d'un que tenia en els combats de Bacus, de l'altre en aquells de Venus».